# Giurgeni-Vadu-Oii-Brücke

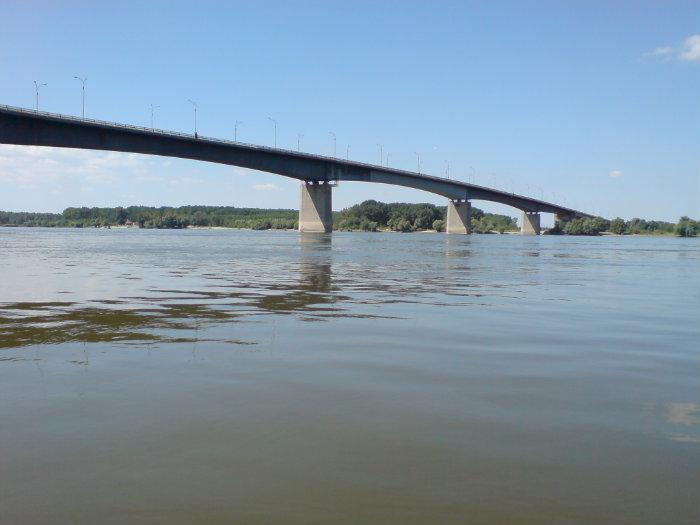
Brücke vom Ufer aus betrachtet

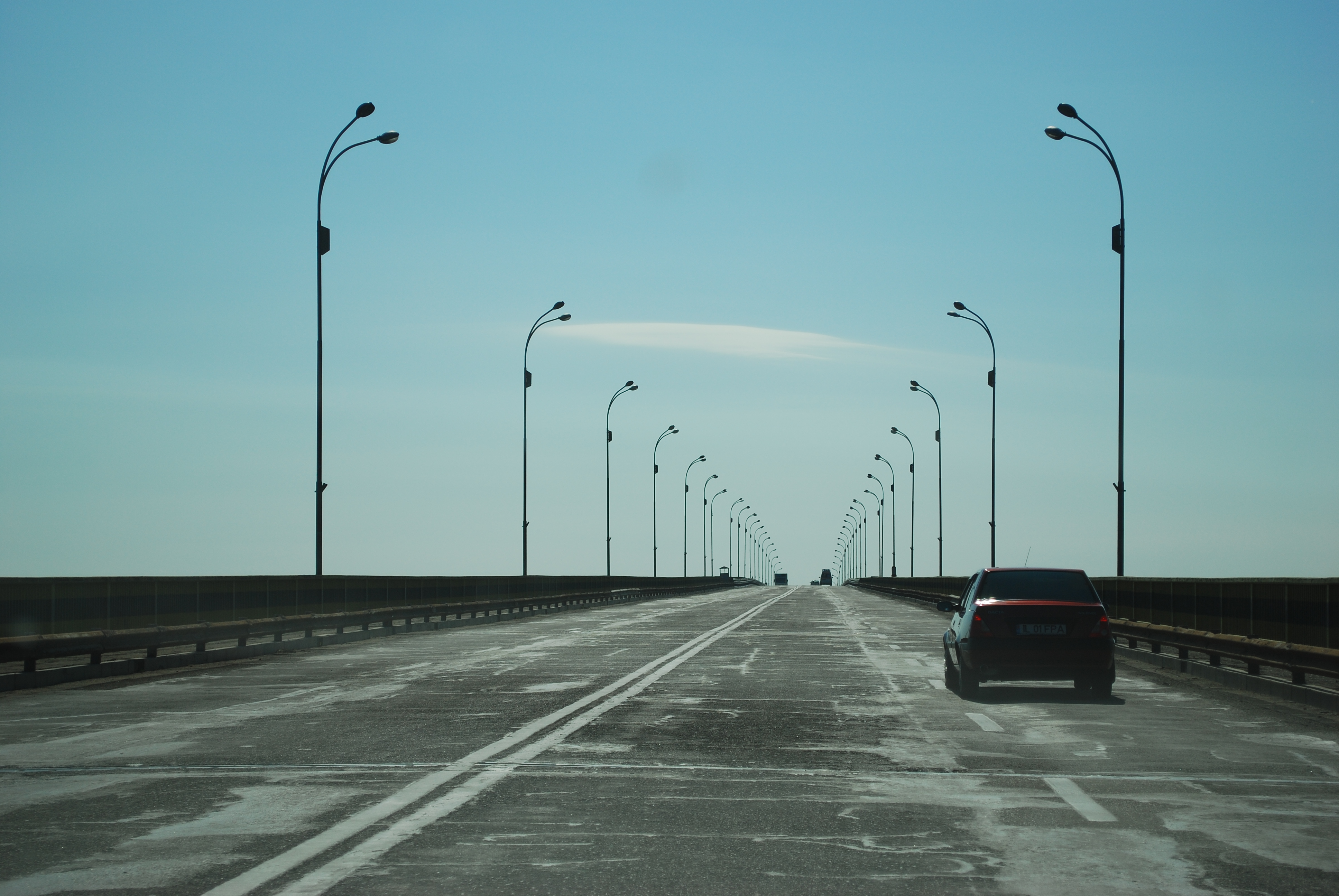
Vierspurige Fahrbahn

Die Giurgeni-Vadu-Oii-Brücke ist eine Straßenbrücke über die Donau zwischen Giurgeni und Vadu Oii in Rumänien. Die Brücke ist als Balkenbrücke konstruiert und hat eine Länge von 1450 Meter. Die Eröffnung erfolgte im Jahr 1971. Sie ist Teil der Drum național 2A und der Europastraße 60.